# Turn to You (Mother's Day Dedication)
«Turn to You (Mother's Day Dedication)» es una canción del cantante canadiense Justin Bieber. La canción fue lanzada el 11 de mayo de 2012. El 13 de mayo de 2012, la canción entró en el UK Singles Chart en el puesto 39.

## Antecedentes
El 7 de mayo de 2012, Bieber anunció que lanzaría una canción titulada «Turn to You (Mother's Day Dedication)», el 11 de mayo de 2012 para el Día de la Madre.[cita requerida]

## Lista de canciones
| Descarga Digital |                                         |          |  |
| N.º              | Título                                  | Duración |  |
| 1.               | «Turn to You (Mother's Day Dedication)» | 3:39     |  |

## Posicionamientos
| Lista (2012)                       | Mejor Posición |
| ---------------------------------- | -------------- |
| Canadá (Canadian Hot 100)          | 22             |
| Reino Unido (UK Singles Chart)     | 39             |
| Estados Unidos (Billboard Hot 100) | 60             |